# Dawalia
Dawalia (Davallia Sm.) – rodzaj roślin należący do rodziny dawaliowatych (Davalliaceae). W różnych ujęciach systematycznych był jednym z dwóch do pięciu rodzajów wyróżnianych w tej rodzinie, obejmującym około 30–40 gatunków. W 2016 roku zaproponowano włączenie do tego rodzaju wszystkich 61 gatunków wyróżnianych w rodzinie dawaliowatych. Rośliny te występują w strefie tropikalnej i subtropikalnej Starego Świata – od Afryki z Madagaskarem, poprzez rejon Himalajów i Azji Południowo-Wschodniej, po Koreę i Japonię na północy oraz Australię i Nową Zelandię na południu, na wschodzie po wyspy na Oceanie Spokojnym, włącznie z Tahiti. Izolowany geograficznie jest gatunek bazalny w obrębie rodzaju, stanowiący relikt mioceński na Wyspach Kanaryjskich, Półwyspie Iberyjskim, Maroku i Maderze – dawalia kanaryjska D. canariensis.
Są to zarówno rośliny naziemne jak i (najczęściej) epifity. Wyrastają na pniach drzew i klifach nadmorskich, mszystych rumowiskach skalnych, na brzegach strumieni i w lasach deszczowych. Wyróżniają się płożącymi się na powierzchni podłoża i pokrytymi łuskami kłączami oraz zwykle mocno podzieloną blaszką liścia.
Wiele gatunków jest uprawianych jako rośliny ozdobne. Uprawiane są w ogrodach, często w koszach, wiszących doniczkach (amplach) na zewnątrz w strefie klimatu łagodnego, wolnego od mrozu. W strefie klimatu chłodniejszego uprawiane są jako rośliny doniczkowe w pomieszczeniach. Jako rośliny wilgociolubne – wymagają dość obfitego podlewania i zraszania, choć opisywane są także jako względnie odporne na różne warunki, także w zakresie ekspozycji na światło. Do gatunków uprawianych najczęściej należą: dawalia kanaryjska i Mariesa, a poza tym: dawalia wydęta, nitkowata, mocna, tasmańska i in.
Nazwa rodzajowa upamiętnia szwajcarskiego botanika Edmonda Davalla (1763–1798).

## Morfologia
PokrójŚrednich rozmiarów paprocie, których liście osiągają zwykle do ok. 45 cm wysokości (najdłuższe ma dawalia rozłożysta o liściach ponad 1 m długości). Kłącza długie rozmaicie wykształcone – czasem cienkie (poniżej 3 mm średnicy – sekcja Humata) lub grube (do 20 mm średnicy – sekcja Davallodes), czasem pokryte białym woskiem (w efekcie szarawozielone), zawsze natomiast okryte łuskami, zwykle od nasady podzielonymi, na brzegu ząbkowanymi lub zakończonymi włoskami.
LiścieJednakowe na całej roślinie (niezróżnicowane) lub dimorficzne – ze zmodyfikowanymi liśćmi płodnymi. Długoogonkowe, zwykle o blaszce podwójnie do poczwórnie pierzasto podzielonej (rzadziej pojedynczo – sekcje Humata i Scyphularia), w ogólnym zarysie trójkątnej lub pięciokątnej, skórzastej do cienkiej, zawsze nagiej (choć czasem oś liścia z wielokomórkowymi włoskami u roślin z sekcji Davallodes). Końcowe odcinki liścia karbowane lub klapowane. Wiązki przewodzące otwarte, zwykle rozwidlające się. U niektórych gatunków liście zamierają w porze suchej.
ZarodnieZebrane w wydłużone kupki z zawijką zwykle okrągławą lub wydłużoną, tworzące się na końcach żyłek na brzegu blaszki liściowej, zwykle na szczytach klapek lub w wycięciach karbów brzegów liścia. Zarodniki są eliptyczne, na powierzchni gładkie.

## Systematyka

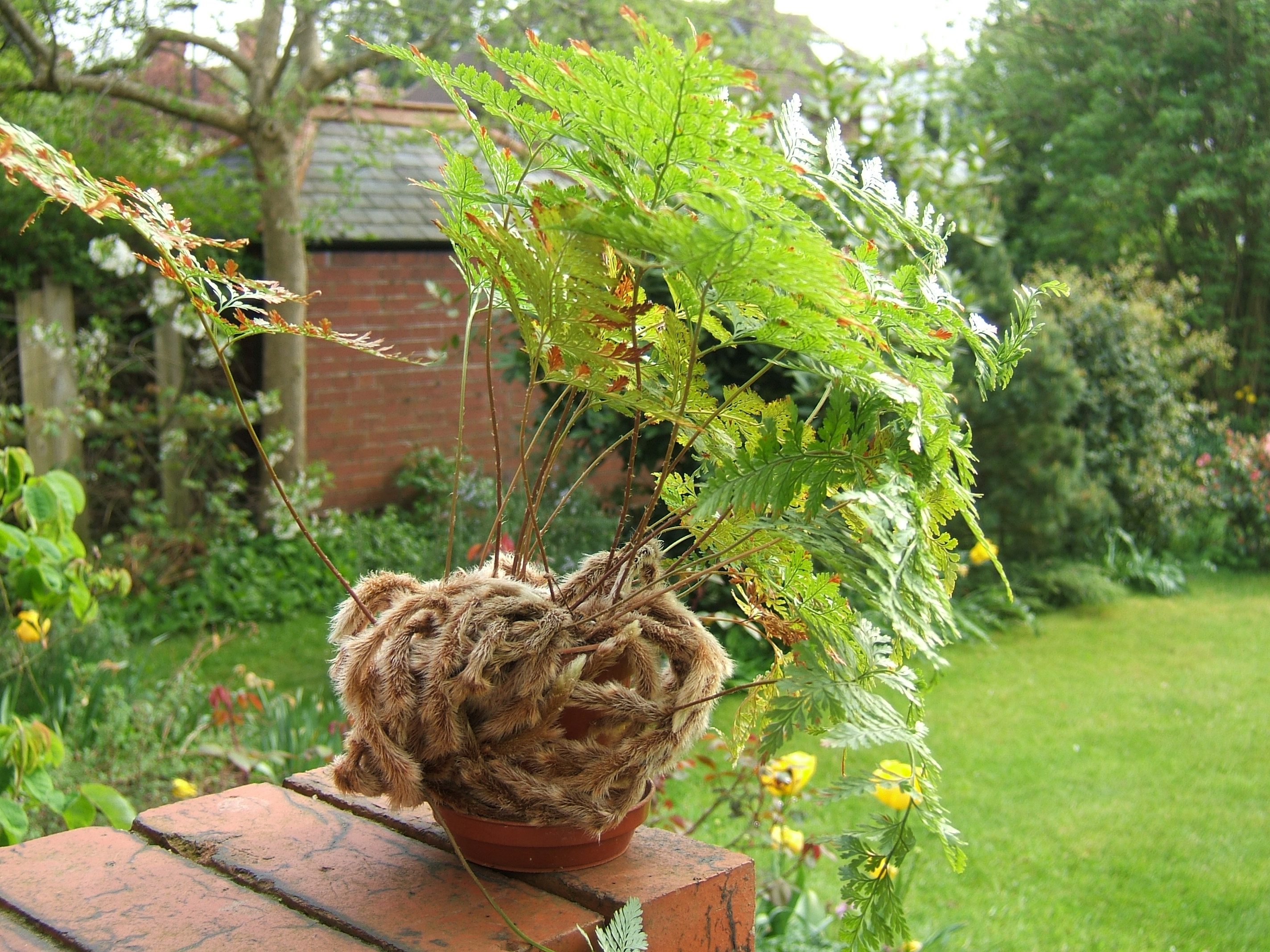
Davallia canariensis w doniczce z charakterystycznymi kłączami

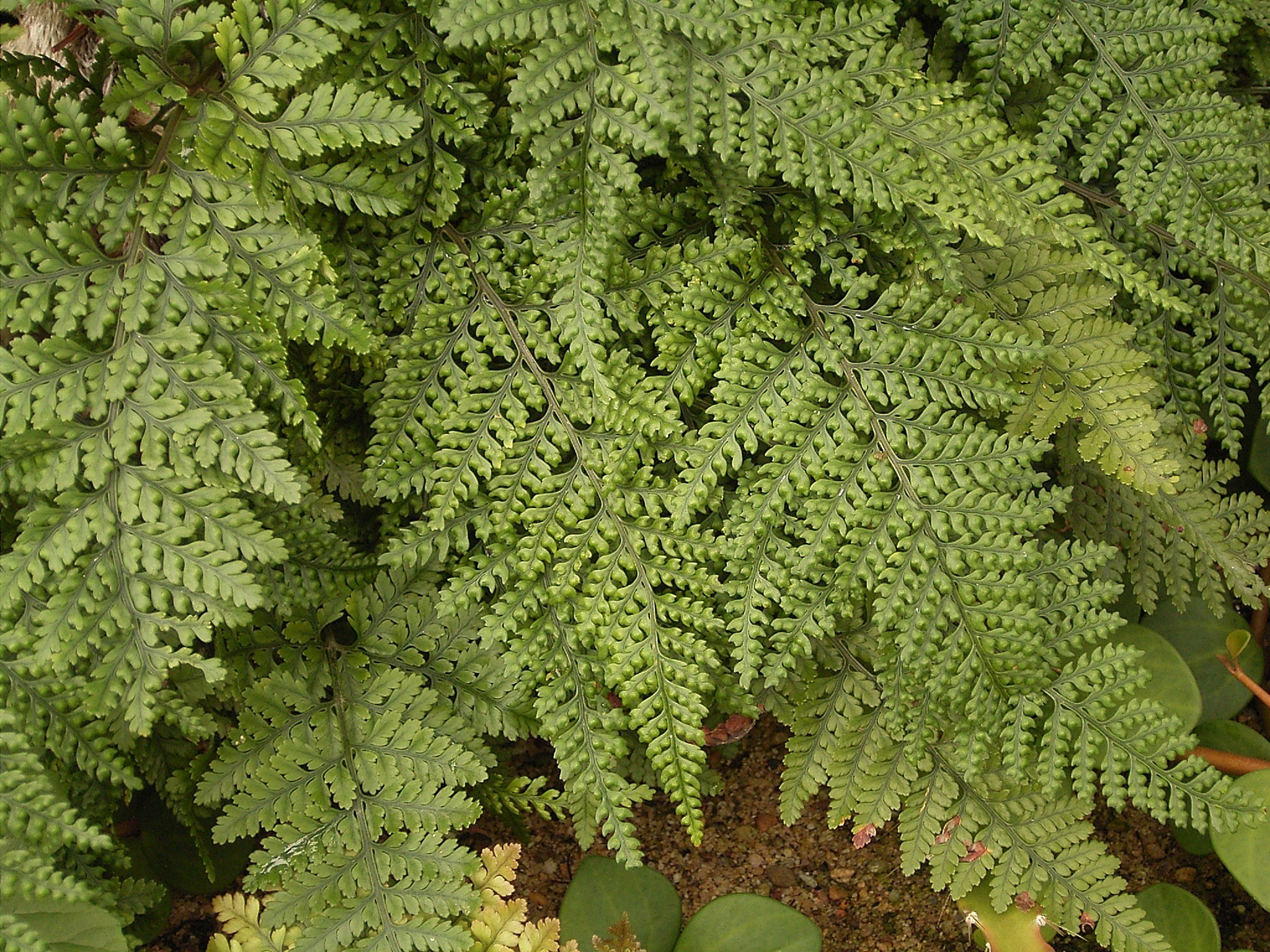
Davallia bullata

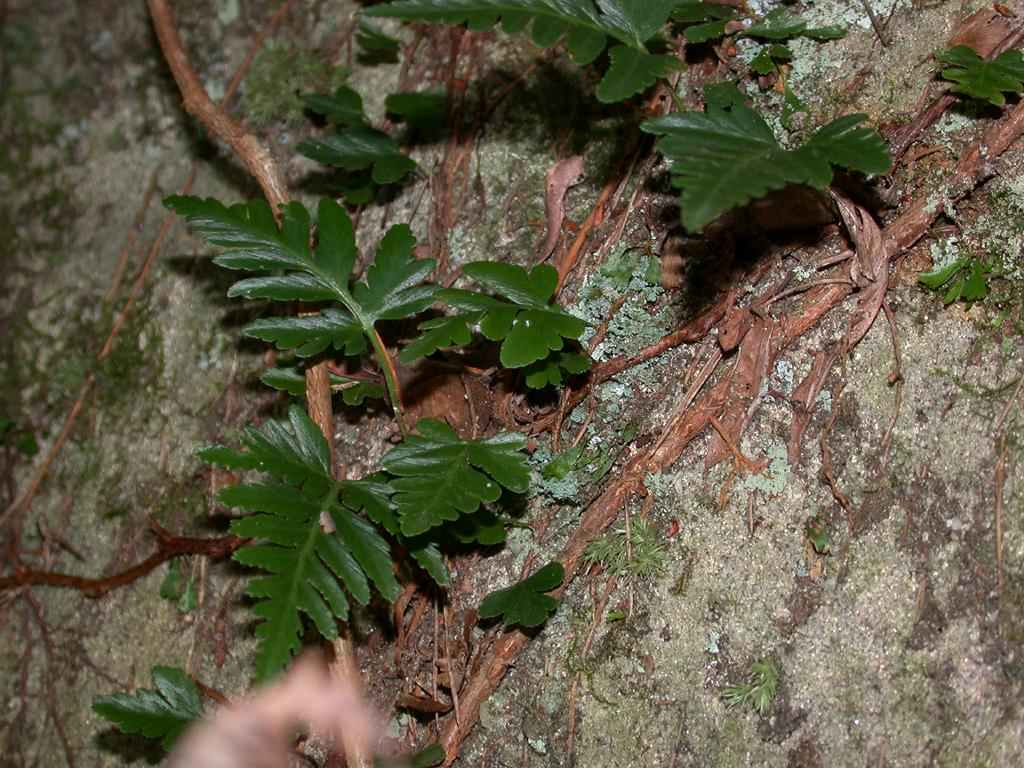
Davallia repens

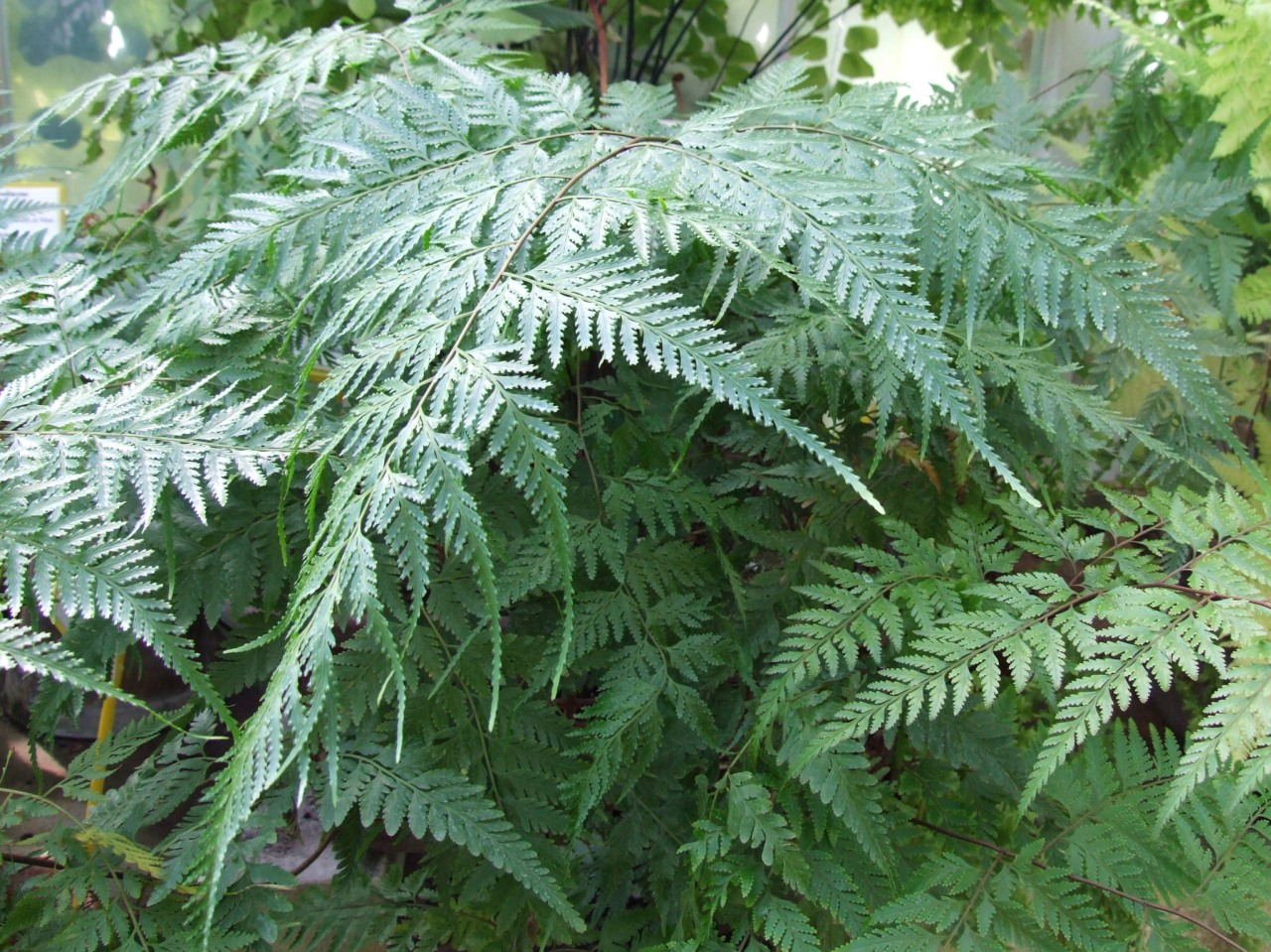
Davallia solida

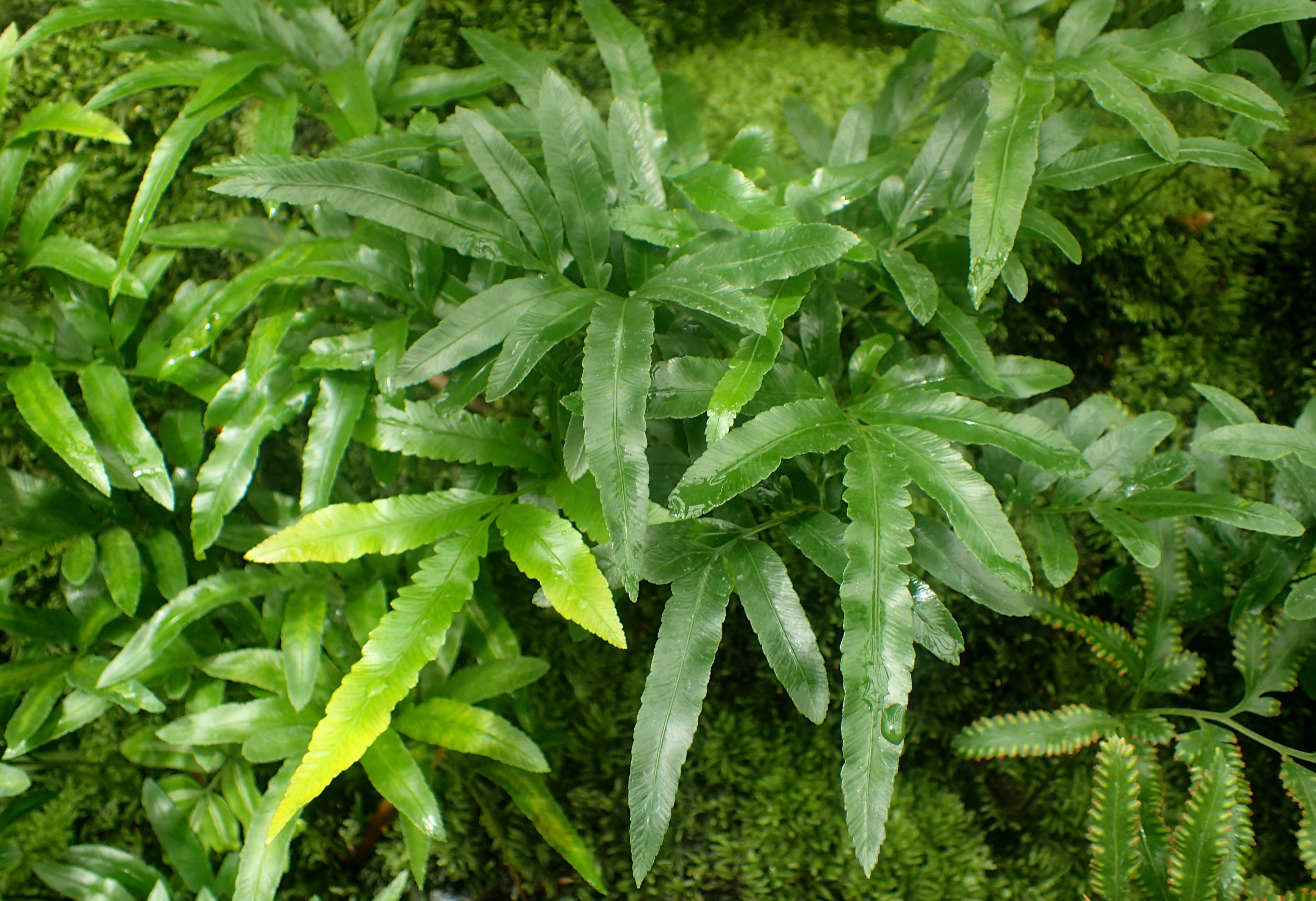
Dentaria pentaphylla

Klasyfikacja paproci w obrębie rodziny dawaliowatych (Davalliaceae) nigdy nie była ustalona w sposób trwały i podział na rodzaje podlegał częstym zmianom nie dając zadowalających rezultatów. Ponieważ szeroko zakrojone analizy molekularne i morfologiczne ujawniły występowanie 7 kladów w obrębie rodziny, które jednak trudno było wyodrębnić w randze rodzajów, w 2016 roku zaproponowano włączenie do rodzaju dawalia Davallia wszystkich 61 gatunków z rodziny, a wspomniane klady wyróżnić w randze sekcji. Rzeczą znamienną jest pozycja gatunku typowego w obrębie rodzaju – dawalii kanaryjskiej D. canariensis – która stanowi monotypowy klad bazalny (sect. Davallia). Pozostałe sekcje wyróżniane w obrębie rodzaju to: sect. Araiostegiella, sect. Davallodes (obejmuje Araiostegia p.p. i Paradavallodes), sect. Humata (obejmuje Pachypleuria i Parasorus), sect. Scyphularia, sect. Trogostolon i sect. Cordisquama.
Wykaz gatunków
- Davallia amabilis Ching
- Davallia assamica (Bedd.) Baker
- Davallia austrosinica Ching
- Davallia borneensis J.Sm.
- Davallia brevisora Ching
- Davallia bullata Wall. ex Hook. – dawalia wydęta
- Davallia canariensis (L.) Sm. – dawalia kanaryjska
- Davallia chrysanthemifolia  Hayata
- Davallia corniculata T.Moore
- Davallia cylindrica Ching
- Davallia denticulata (Burm. f.) Mett. ex Kuhn – dawalia ząbkowana
- Davallia divaricata Blume – dawalia rozłożysta
- Davallia embolostegia Copel.
- Davallia epiphylla Sw.
- Davallia fejeensis Hook. – dawalia nitkowata
- Davallia formosana Hayata
- Davallia griffithiana Hook.
- Davallia henryana Baker
- Davallia heterophylla Sm.
- Davallia hymenophylloides (Blume) Kuhn
- Davallia lobata (Poir.) Desv.
- Davallia mariesii T. Moore ex Baker – dawalia Mariesa
- Davallia multidentata Wall. ex Hook. & Bak
- Davallia napoensis F. G. Wang & F. W. Xing
- Davallia parvula Wall.
- Davallia pectinata Sm.
- Davallia pentaphylla Blume
- Davallia perdurans Christ
- Davallia petelotii Tardieu & C.Chr.
- Davallia platylepis Baker
- Davallia plumosa Bak.
- Davallia pulchra D. Don
- Davallia pyxidata Cav. – dawalia puszkowata
- Davallia repens (L.f.) Kuhn
- Davallia sessilifolia Blume.
- Davallia sinensis (Christ) Ching
- Davallia solida (G. Forst.) Sw. – dawalia mocna
- Davallia subsolida Ching
- Davallia tasmanii Field – dawalia tasmańska
- Davallia teyermannii Baker
- Davallia triangularis Baker
- Davallia trichomanoides Blume
- Davallia triphylla Hook.
- Davallia truncata D. Don
- Davallia vestita Blume
- Davallia villosa D. Don